# Korenmarkt (tramhalte)
Korenmarkt is een tramknooppunt in de Vlaamse stad Gent. Het knooppunt is gelegen tussen het gelijknamige plein (Korenmarkt) en het naburige Emile Braunplein.

## Geschiedenis
De halte lag oorspronkelijk op de Korenmarkt zelf. In 2007 besloot De Lijn om de halte op te splitsen in drie aparte haltes. Dit was naar aanleiding van de plannen van de stad Gent om de Korenmarkt opnieuw in te richten, waarbij voor een tramhalte geen plaats meer was. De drie haltes werden aangelegd in de Sint-Niklaasstraat, Cataloniëstraat en de Veldstraat; de naam van die losse haltes bleef echter Halte Korenmarkt, omdat het volgens De Lijn om één knooppunt gaat.
In de zomer van 2020 kwam er als coronamaatregel tijdelijk weer een halte op de Korenmarkt zelf. Door de drukte op het perron in de Veldstraat bleek het namelijk onmogelijk om reizigers voldoende ruimte te geven. Op de Korenmarkt werd daarom een uitstaphalte gerealiseerd; de halte aan de Veldstraat ging als opstaphalte fungeren.

### Toestand tot 2024
De perrons van de toenmalige lijn 1 lagen in parallelle straten, respectievelijk de Veldstraat en de Sint-Niklaasstraat, ten zuiden van de Korenmarkt. Lijn 4 stopte aan perrons aan beide kanten van de Cataloniëstraat.
Er is eveneens een spoor aangelegd over de Belfortstraat richting Sint-Jacobs in het kader van een mogelijke vertramming van buslijn 3, maar daar zijn anno 2024 geen concrete plannen voor..

### Vanaf 2024
Sinds de nethervorming van 6 januari 2024 is de Korenmarkt voor een viertal jaar geen tramknooppunt meer, wegens grootschalige werken aan de tramas Veldstraat - Kortrijksepoortstraat.

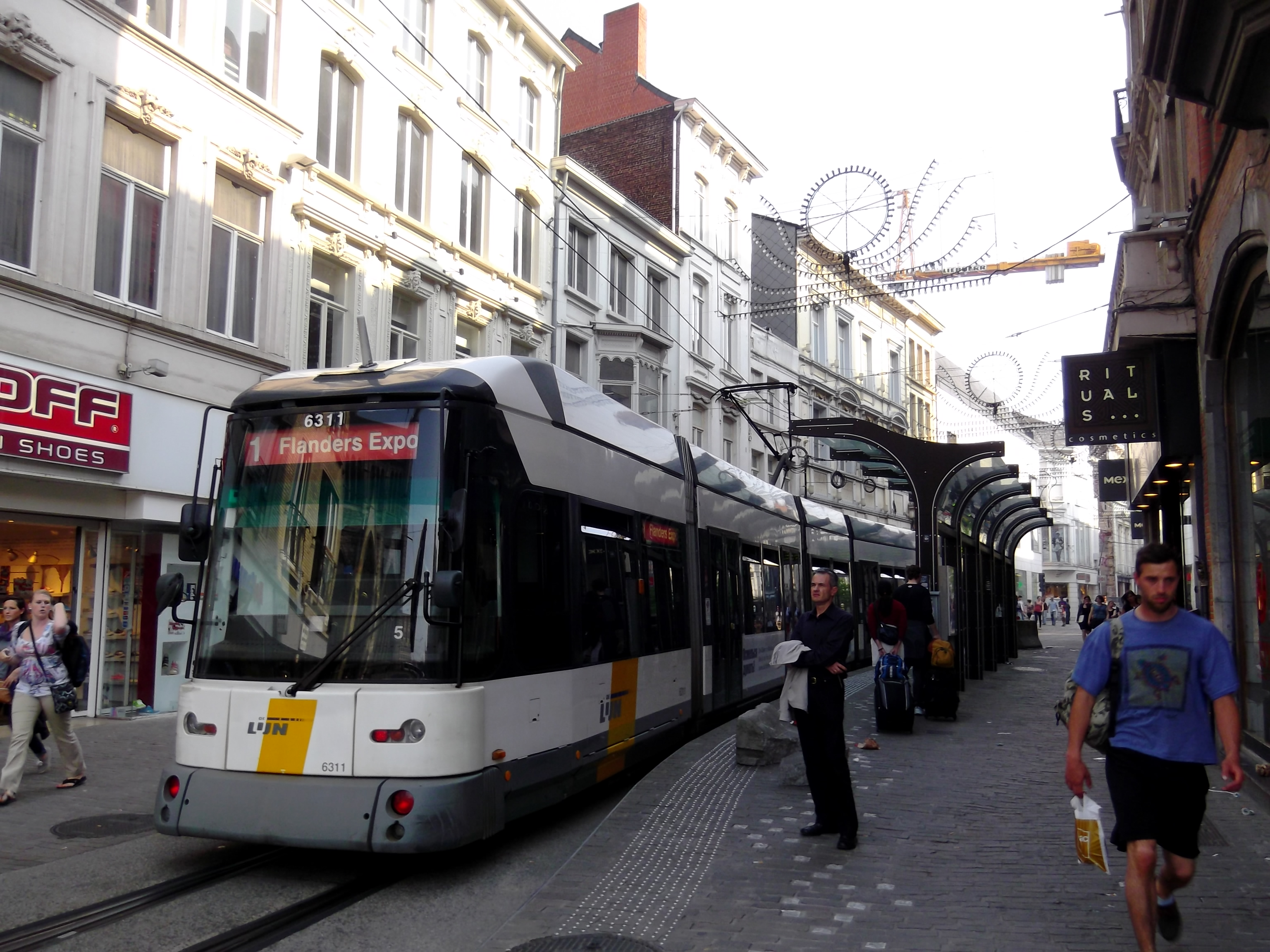
de halte van lijn 1 in de Veldstraat
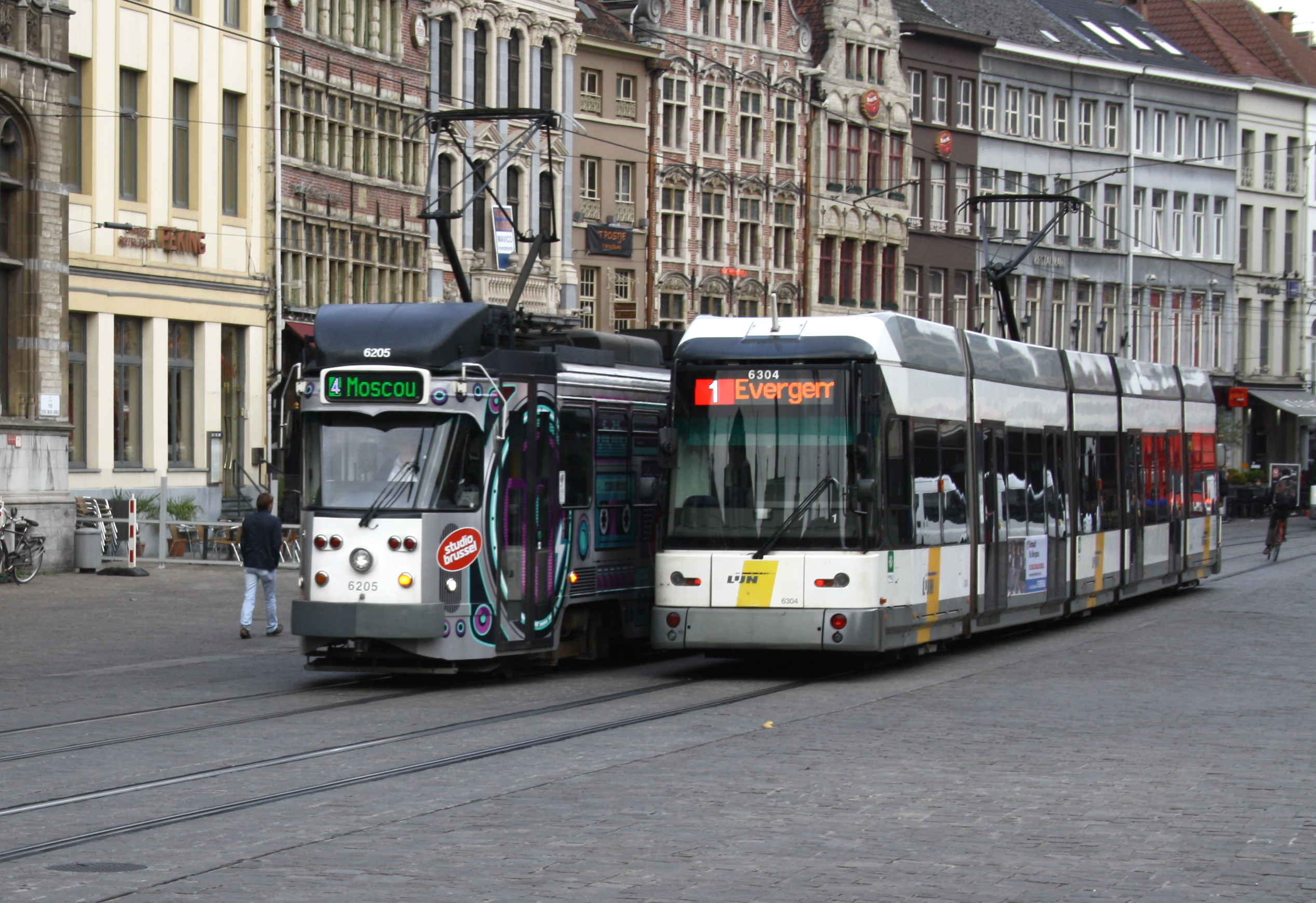
twee trams van lijn 1 en lijn 4 op de Korenmarkt
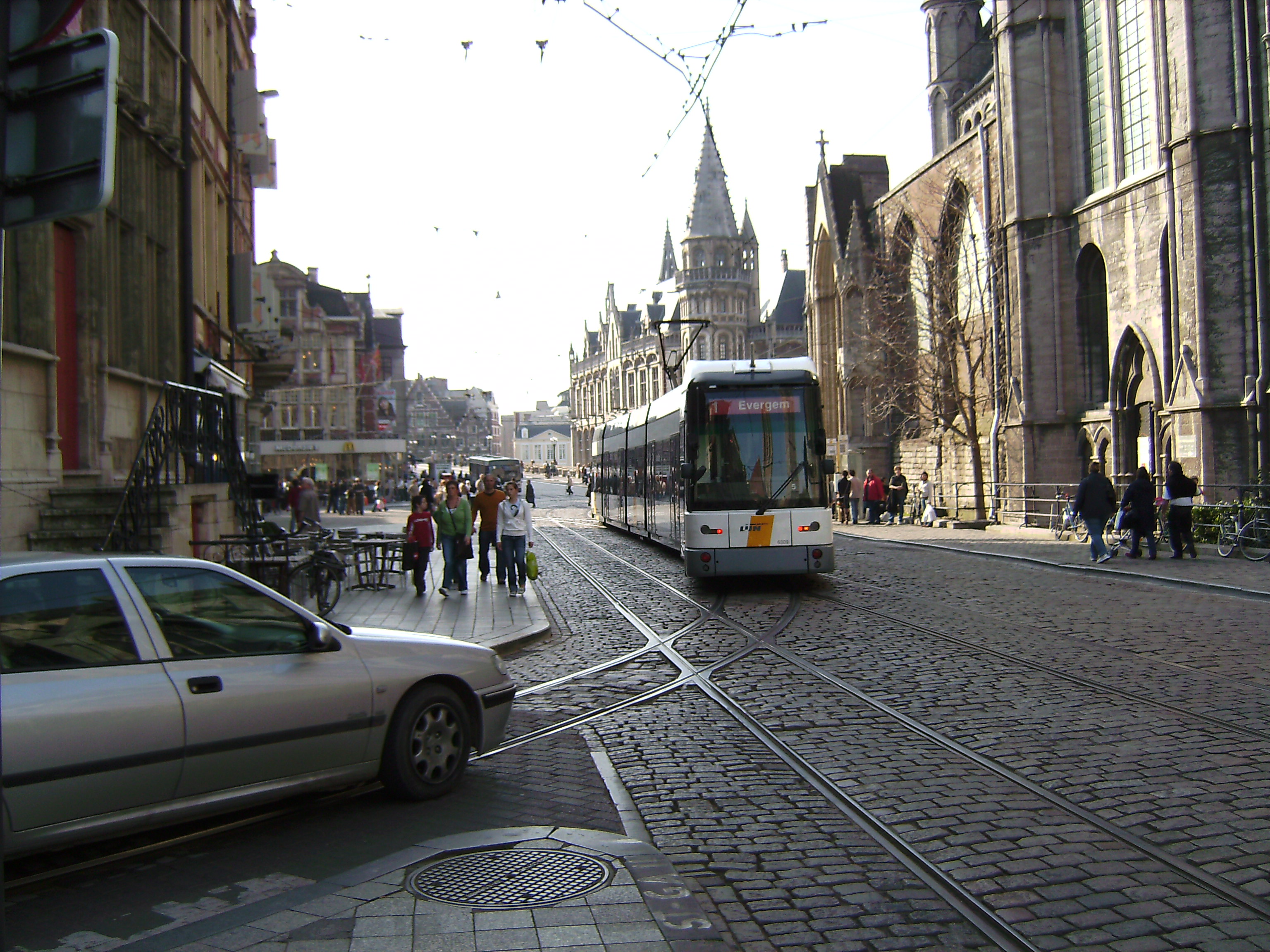
een tram richting Evergem in de Cataloniëstraat
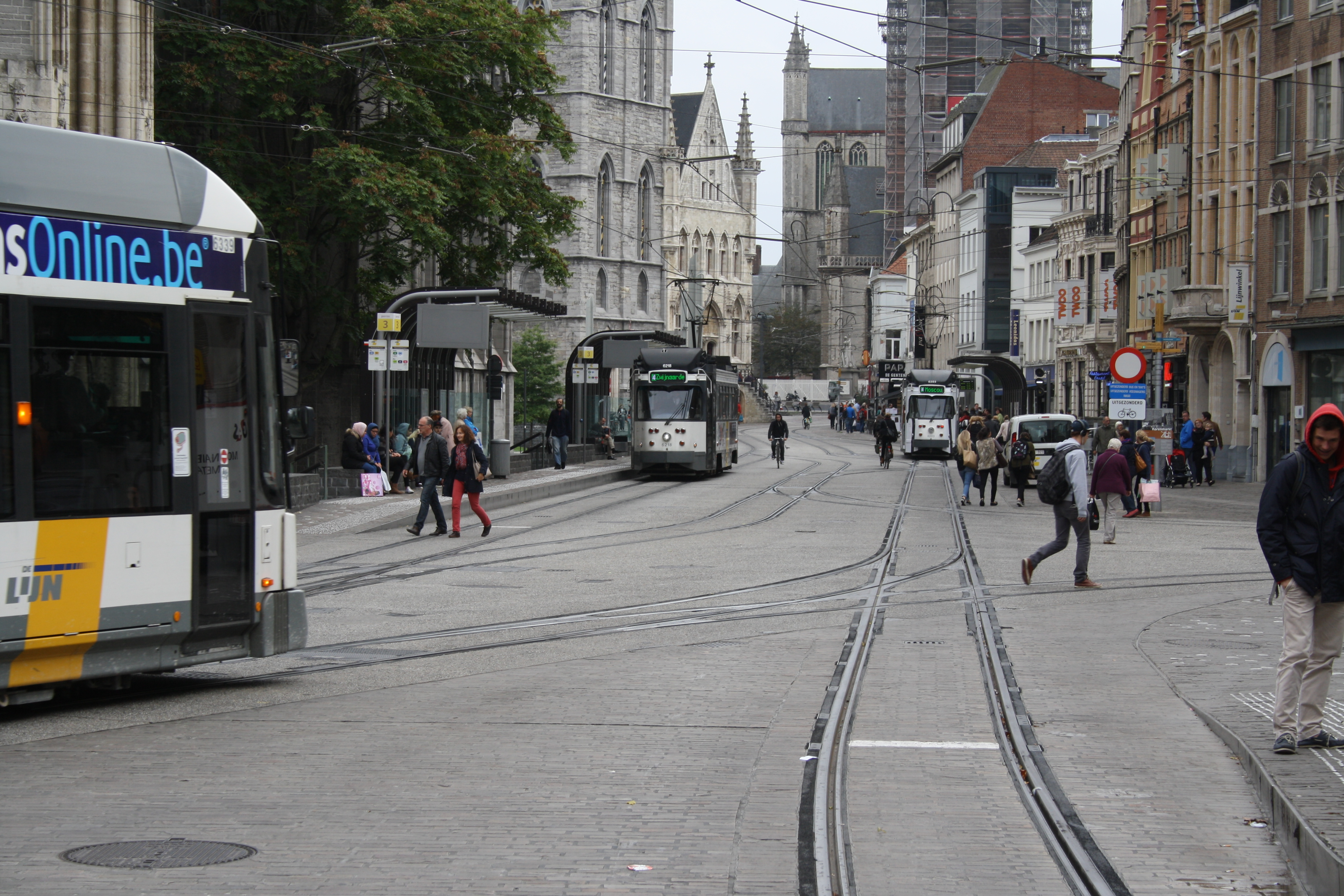
zicht op de Cataloniëstraat vanaf de Sint-Michielshelling
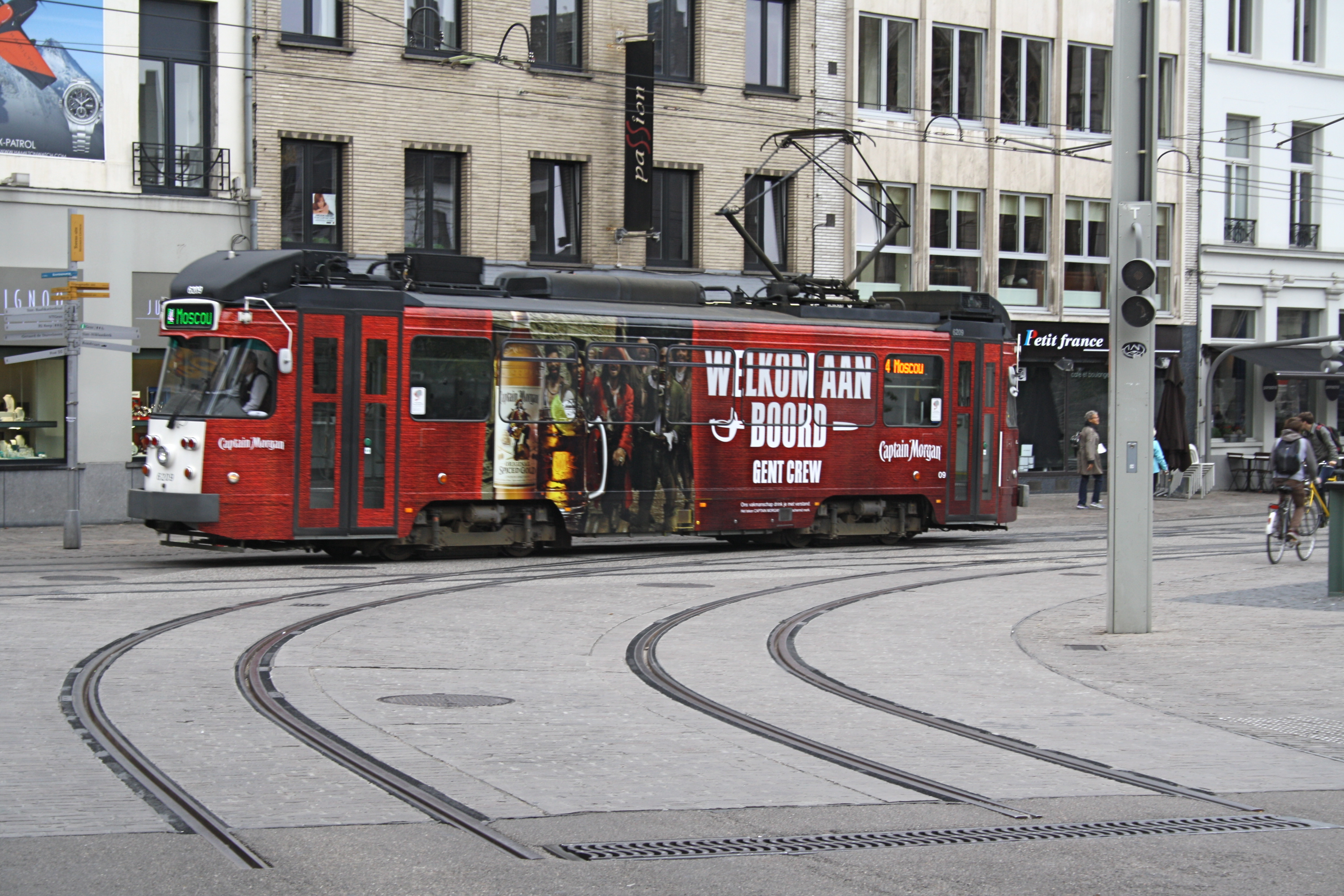
tram van lijn 4 tussen Korenmarkt en Duivelsteen
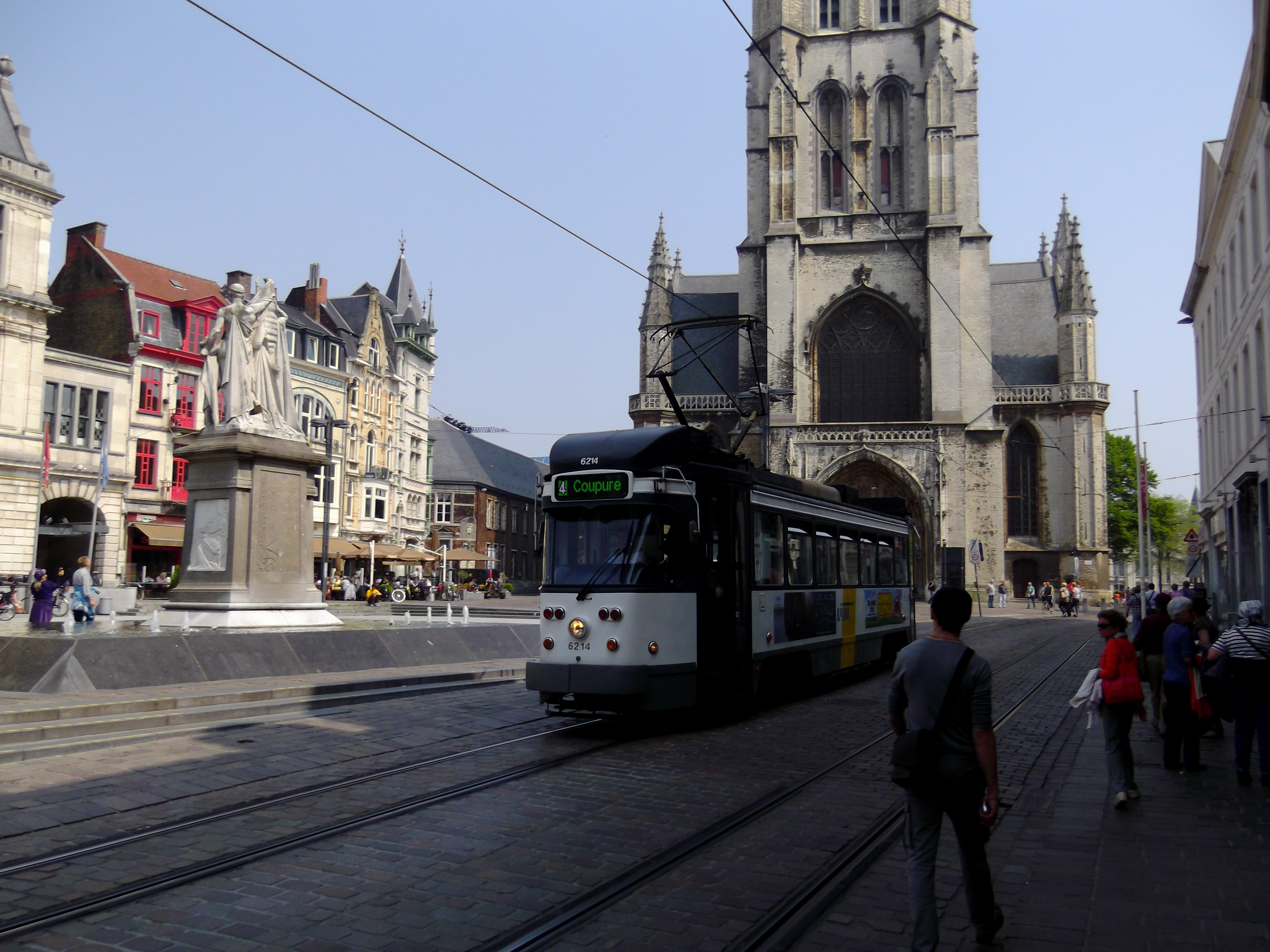
tram van lijn 4 op het Sint-Baafsplein